# Beleg van Tudela
Het Beleg van Tudela was de belangrijkste actie van de Franse militaire campagne in het Iberisch schiereiland in 1087 in samenwerking met koningen Alfons VI van León en Sancho I van Aragón.
De komst van een Frans leger onder Odo I, hertog van Bourgondië en Willem, burggraaf van Melun, vroeg in het voorjaar van 1087 was een reactie op Alfonso's pleidooi voor militaire hulp, die was ontstaan door het offensief van de Almoraviden in Iberië. Na het verslaan van Alfonso bij de Slag bij Sagrajas op 23 oktober 1086 trokken de Almoraviden zich terug voordat de Fransen konden arriveren. Alfonso overtuigde toen zijn bondgenoten om hun energie te richten op Tudela, het meest noordelijke fort van de taifa Zaragoza. Het beleg was militair een volledige mislukking, maar er vonden verschillende, belangrijke onderhandelingen plaats tussen de elkaar belegerende partijen.